# PAGOD-Syndrom
Das PAGOD-Syndrom, Akronym für Pulmonale Hypoplasie, AGonadismus, Omphalozele mit Zwerchfellhernie und Dextrokardie, ist eine sehr seltene angeborene Erkrankung mit den aufgeführten Hauptmerkmalen.
Synonyme sind: Kennerknecht-Syndrom; Lungenhypoplasie-Agonadismus-Dextrokardie-Zwerchfellhernie-Syndrom; englisch Agonadism with multiple internal alformations
Die Erstbeschreibung stammt aus dem Jahre 1991 durch die Pädiater Wolfgang Gorgo, L. Gortner, P. Bartmann und Mitarbeiter.
Die Namensbezeichnung bezieht sich auf den Erstautoren einer Beschreibung aus dem Jahre 1993 durch Ingo Kennerknecht, Wolfgang Sorgo, Renate Oberhoffer und Mitarbeiter.

## Verbreitung
Die Häufigkeit wird mit unter 1 zu 1.000.000 angegeben, ein eventuell autosomal-rezessiver Vererbungsmechanismus wird vermutet. Bislang wurde nur über ein knappes Dutzend Betroffener berichtet.

## Ursache
Die Ursache ist nicht bekannt, es könnte ein Vitamin-A-Mangel beteiligt sein.

## Klinische Erscheinungen
Klinische Kriterien sind:
- Manifestation vorgeburtlich oder als Neugeborenes
- Lungenhypoplasie
- Zwerchfelldefekte
- Herzfehler wie Vorhofseptumdefekt, Hypoplasie der linken Herzkammer oder Ventrikelseptumdefekt
- Gefäßfehlbildungen wie Aortenhypoplasie und Atresie von Pulmonalarterien
- genitale Fehlbildungen mit Gonadenagenesie oder -hypoplasie

## Differentialdiagnose
Differentialdiagnostisch abzugrenzen sind:
- Cardiac-urogenital Syndrom[5]
- Meacham-Syndrom